# Stefan Reinartz
Stefan Reinartz (1. ledna 1989, Engelskirchen) je bývalý německý fotbalista, který hrál zejména za Bayer Leverkusen. Tento pravonohý fotbalista nastupoval jak na postu obránce, tak i záložníka. Pro četná zranění ale roku 2016 ukončil kariéru.

## Klubová kariéra
Většinu své kariéry má Reinartz spojenou s Leverkusenem, výjimkou bylo jarní hostování v Norimberku. V Leverkusenu si zahrál především v B-týmu, ale v současnosti je členem A-týmu a bojuje o místo v základní sestavě.
Už v sezóně 2008/09 se objevil v A-týmu, avšak neodehrál jediný zápas. Až na hostování debutoval na profesionální úrovni v zápase proti Kaiserslauternu dne 9. února 2009.
Se svým nynějším zaměstnavatelem, Bayerem Leverkusen, podepsal kontrakt do 30. července 2015. Ve 30. bundesligovém kole 20. dubna 2013 přispěl jedním gólem k vítězství 5:0 nad Hoffenheimem.

## Úspěchy
Bayer Leverkusen
- Bundesliga
  - 4. místo (2009/10)